# Edvard Kocbek
Edvard Kocbek (27. září 1904, Sveti Jurij ob Ščavnici – 3. listopadu 1981, Lublaň) byl původem slovinský básník, politik a spisovatel.
Byl synem varhaníka v římskokatolickém kostele. Narodil se na území bývalého Rakousko-Uherska na úpatí Alp. V kostele strávil s otcem mnoho času, nazýval ho druhým domovem.

## Životní příběh
Po 1. světové válce vstoupil v Mariboru do semináře s cílem stát se knězem (tehdy se jednalo o území Království Srbů, Chorvatů a Slovinců), po dvou letech na protest proti rigidním pravidlům a jednostrannému pohledu jeho nadřízených kněží odešel. Svou víru však neztratil, odešel do Lublaně, a studoval románské jazyky a literaturu na univerzitě a byl redaktorem katolického časopisu Kříž (1928 - 1930).  Začal posílat básně do katolického socialistického periodika Oheň.
Snažil se nalézt střed mezi nábožným provincionalismem většiny tehdejší slovinské literatury, avantgardním konstruktivismem, jehož pionýrem byl básník Srečko Kosovel a sebevědomým dokumentárním realismem spojeným s tehdejší popularitou socialismu.
Dvě cesty do západní Evropy byly kruciální pro jeho vývoj: Léto strávené v Berlíně a roční stipendium ve Francii, kdy se setkal s německým expresionismem a francouzským surrealismem a dostal se pod vliv Emmanuela Mouniera a jeho kruhu při katolickém časopise Esprit.
Po návratu do Slovinska napsal výjimečný cyklus básní Podzimní básně. Jednalo se o metafyzický realismus: náboženská odpověď na přírodní svět se snoubila s pokusem o vyrovnání spirituální esence bytí s fyzickou podstatou.
Ve většině z těchto básní Kocbek ignoroval tradiční rytmus a rým ve prospěch volného verše, což přivedlo moderní estetiku do poezie, které do té doby vládl folklor a romanticismus.
Dále napsal cykly (Milostné básně, Soudružské básně, Básně o Zemi), které daly vznik jeho první sbírce básní, Země (orig. Zemlja, 1934). Díky ní se stal jedním z nejoriginálnějších mladých slovinských básníků.
Básně z této sbírky jsou situovány do jeho rodného kraje ve východním Slovinsku, plném vinic, kopců a lesů.
Po 2. světové válce byla jeho tvorba zakázaná, ale vyhrál Prešerenovu cenu v roce 1964 (nejvyšší možné ocenění za literární počin ve Slovinsku).
Je považován za jednoho z nejvýznamnějších moderních evropských poválečných básníků.

## Ukázka z tvorby
- Seznam děl v Souborném katalogu ČR, jejichž autorem nebo tématem je Edvard Kocbek

(překlad N. Mladkova):
Nyní

Když jsem povídal,

tak řekli, že nemám hlas,

když jsem psal,

tak řekli, že nevidím,

však když jsem od nich odešel,

tak řekli, že kulhám.

A když mě zavolali zpět,

tak zjistili, že neslyším.

Všechny mé smysly se pomíchaly

a posoudili, že jsem blázen.

Nyní jsem šťasten.